# 井上嘉浩
井上 嘉浩（いのうえ よしひろ、1969年12月28日 - 2018年7月6日）はオウム真理教幹部を務めた人物。元死刑囚。京都府京都市右京区出身。
ホーリーネームはアーナンダ。オウム真理教でのステージは正悟師。

## 来歴
京都市生まれ。幼少期はドキュメンタリー番組が好きで、世界の貧困問題や犬の殺処分問題に関心があった。父は真面目な性格であったが、家でもくつろげず、夫婦喧嘩をよく起こし、「父のような生き方をしても幸福はない」と感じた。母は自殺未遂したこともある。武道、ヨーガ、阿含宗を経て高校2年の時（1986年）、オウム神仙の会の丹沢セミナーに参加し、麻原彰晃の姿に感銘を覚え、彼を理想的な親のように感じた。高校時代は学校でも修行していた。
1988年2月にはNHK『おはようジャーナル』「"神秘"にひかれる若者たち かわる宗教意識の中で」にオウム真理教のメンバーとともに出演。同年3月、洛南高等学校を卒業。井上は即出家したかったものの、親と麻原の間での交渉で、親側の希望により大学を出てから出家することになり、推薦をつかって日本文化大学法学部へ入学。また、「オウムのお弁当屋さん」の宅配ライダーもやっていた。一方オウム真理教の食事は貧相であり、空腹に苦しんだ。結局、麻原の指示で大学を1年生前期で中退し出家、母親もオウム真理教の在家信者となる。出家番号は63番。
1989年に麻原からクンダリニー・ヨーガの成就を認定され、大師となる。1990年の石垣島セミナーの頃からヴァジラヤーナの非合法路線に関与する。私立探偵の目川重治から盗聴技術を教わったこともあるとされ、教団が省庁制を採用した後は諜報省（CHS）長官として盗聴や誘拐、不法侵入などを実行、駐車場経営者VX襲撃事件、会社員VX殺害事件、被害者の会会長VX襲撃事件、公証人役場事務長逮捕監禁致死事件、地下鉄サリン事件など一連のオウム真理教事件に関与する。新宿駅青酸ガス事件、東京都庁小包爆弾事件には首謀者として関わった。地下鉄サリン事件の3日前の尊師通達で正悟師に昇格した。
公証人役場事務長逮捕監禁致死事件で特別指名手配されていたが、1995年5月15日にオウムの車両を追跡していた警視庁のパトカーに秋川市（現：あきる野市）で職務質問され、偽免許証の件で五日市警察署に連行される。取調官は誰だか分からない様子で、「私が井上です」と正直に名乗ったところ驚かれた。その後、警察官が突進してきて井上にわざとぶつかり転び公妨で逮捕された。
乗っていた車の中から東京都庁小包爆弾事件・島田裕巳宅爆弾事件で使われた爆発物の原料となる物質が発見された。
1995年12月26日付で、オウム真理教から脱会したとして、サマナや信徒宛にメッセージを出し、脱会を促す。メッセージの中では「グルの意思」の名の下になした修行の結果、生じた犯罪行為によって身体は拘束されているが、心は以前よりもずっと自由である旨が記されていた。さらに、教団で培った様々な観念は崩れ去り、覚醒を得ようとするなら「最終解脱者」や「救済者」は必要がない、「尊師」も「正大師」も「サマナ」もそんな階級などいらない、教団など何一つとして必要ないと言い切った。

## 裁判
裁判ではオウム事件を反省する態度を見せたが、一方で自分が重用されていなかったと主張し、責任を矮小化・転嫁する傾向があり、証言の信憑性に疑問が持たれた。世間からは嘘つき、裏切り者扱いをされ、オウム真理教からだけでなく評論家やジャーナリストからもバッシングに遭ったが、態度は変わらなかった。
第一審では死刑が求刑されたが、目黒公証役場事務長事件では逮捕監禁罪を認めたが逮捕監禁致死罪を認めず、地下鉄サリン事件では連絡役に留まるとして2000年6月6日に東京地裁で無期懲役判決を受けた。オウム真理教事件において死刑求刑に対して無期懲役が言い渡されたのは初めてであった。
だが検察は控訴。さらに新実智光も「今の井上君は『蜘蛛の糸』のカンダタと同じだ」として、地下鉄サリン事件で井上がかなり重要なポジションにあったこと、島田裕巳宅爆弾事件の直後に井上が「やったやった、この事件は新聞に載るくらいの事件だ」と喜んでいたことなどを証言し始めた。これ以前にも井上の部下で運転手だった井田喜広が、井上が坂本堤を「バカなやつ」「悪業だから一家全員をポアした」、薬剤師リンチ殺人事件の被害者を「すごく汚かった」、「断末魔がすごい」と面白がっていたと証言したり、遠藤誠一が「井上はよく嘘をつく」、「麻原からアーナンダは死に神をも騙すと言われていた」と証言するなど、麻原追及の急先鋒を演じる井上の立場は揺らいでいた。
控訴審（東京高裁、2004年5月28日）では、目黒公証役場事務長事件の逮捕監禁致死罪を認め、地下鉄サリン事件の現場指揮者ではないが総合調整役として無差別大量殺人に重要な役割を担ったことが認定され、一審判決が破棄されて死刑判決を言い渡された。2009年12月10日に上告棄却、2010年1月12日に上告審判決に対する訂正申し立てが棄却され、死刑が確定した。オウム真理教事件で死刑が確定したのは9人目。井上は手紙で「死は生き物にとって平等なんだと、改めて痛感します」、「今こそ、生死の理を見る生を生きる時と覚悟しつつあります」と記し、法句経から「たとい百歳の寿齢を完うしても、生死の理をみることを得なかったならば、よく生死の理を見たる者の、一日生けるにも及ばぬであろう」との言葉を引用している。

## 死刑確定後

### 公証人役場事務長殺害説
死刑確定後の2011年に井上は公証人役場事務長逮捕監禁致死事件の被害者（事務長）の長男に関係者を介して手紙を出した。その内容は、これまで事務長の死因を麻酔薬の副作用と述べていたが、それは事実ではなく、中川智正（当時医師）が故意に殺害した可能性がある、というものだった。1995年3月1日午前11時頃に中川が井田を呼ぶために電話に向かい目を離した間に死亡したとされているが、事務長が死亡した当日は大雪であり、井田が上九に到着した時刻から考えるとそれは不可能で、中川に虚偽があるという主張である。
その後2012年1月に平田信が、6月には高橋克也が逮捕され、両名は公証人役場事務長事件に関与していたため、同事件の捜査が再開された。井上の新主張（後述するように井上は「新主張」ではないとも主張しているが、その裏付けは示されていないので「新主張」と表記する）を裏付ける証拠や共犯者の供述はなく、井上が事件発生から16年以上経って自分の過去の証言や供述を覆したこともあり、検察庁の認定は麻酔薬の副作用による死亡ということで変わらなかった。
平田の一審裁判員裁判では、平田が逮捕監禁罪で起訴されていたこともあり、事務長の死因は争点にならなかった。判決は事務長の死因を麻酔薬の副作用と認定し、井上の証言について「死因について突然新たな供述をするなど、証言は誇張や記憶の混同があるのではないかとの疑問が残る」と指摘している。井上の新主張は採用されないまま、2016年1月13日に最高裁は平田の上告を棄却、確定した。
高橋克也の一審裁判員裁判では高橋が逮捕監禁致死罪で起訴されていた上、弁護側が事務長の死因について争ったため、これについて詳しい審理が行われた。「中川が故意に事務長を殺害した可能性がある」との井上の証言に対し、中川は否定したほか、共犯者で元医師の林郁夫は、井上の証言に対して「あり得ない」と証言し、他の共犯者も井上の証言を否定した。2015年4月30日の高橋に対する一審判決は、「井上の証言はその内容が突飛である上に、これに沿う関係者の証言もない」「井上の証言はそのまま信用できないというほかにない」、他方、中川の証言は他の共犯者の「証言などにより支えられている」として事務長の死因を麻酔薬の過量投与による事故と認定し、井上の新主張を採用しなかった。2016年9月7日の高橋に対する控訴審判決も一審判決を支持し、井上の新証言を採用しなかった。
井上が新主張を行った理由については、事務長の長男が「これまでの説明とあまりにも違い、すべてを信じることはできない。再審のための証言ではないかと受け止めた」と語っているとおり、中川が井上と無関係に被害者を殺害したのであれば被害者に対する井上の責任は軽くなるため、再審請求が目的だったのではないかと指摘する報道も存在する。
なお、井上は、中川が事務長を殺害した可能性があるとの話は、自身の一審の段階から弁護人に話しているが弁護人から他に話すことを止められた、とも証言している。

### 菊地直子との対立
東京都庁小包爆弾事件への関与が問われた菊地直子の一審裁判員裁判で、井上は、小池泰男から手伝いの信者について逮捕される覚悟があるかどうか了解を取るよう求められ、井上が女性信者2人の了解を、中川が菊地の了解をそれぞれ得ることとなった旨や、井上が菊地に爆薬を見せねぎらいの言葉をかけた際に彼女が驚かなかった旨を証言した。一方で中川は、自分が菊地に逮捕される覚悟の有無を確認するという話は記憶がなく、自分は井上らに対し、菊地は「何も分かってないからよろしく」と言ったと証言した。2014年6月30日、東京地裁は井上の証言を信用できるとし、それを菊地が事件を起こすことを認識していた根拠の一つとして、菊地に懲役5年を宣告した。
その後、二審東京高裁は2015年11月27日に判決の中で、井上の証言について、「多くの人が当時の記憶があいまいになっているなか、証言は不自然に詳細かつ具体的」でその信用性は慎重に判断されるべきであると述べ、二審で事実調べした結果によれば井上らは他に重要な役割を担って本件居室（八王子市のアジト）に出入りしていた女性信者2名に対しても活動の目的を秘匿していたと認められる、菊地はクシティガルバ棟での土谷正実の助手であって井上の部下ではなく教団内におけるステージとしても一般信者の2つ上である師補というステージ立場にあったに過ぎず、この菊地に対し井上が殊更に爆薬を見せてねぎらったというのは不自然と言わざるを得ない、などとして、井上の証言よりも中川の証言を信用できるとし、菊地に対する一審懲役5年を破棄して改めて無罪判決を言い渡し、2017年12月に最高裁も全員一致でこれを支持、無罪が確定した。
菊地は無罪釈放後、自身のブログ「闇が深ければ深いほど星はたくさん見えるから」の中で、「井上嘉浩さんの嘘①〜⑤」と題して記事を書いている。

### その他
この他、井上と中川の主張は地下鉄サリン事件に使われたサリンの原料を誰が持っていたのかについても対立している（ジフロ問題）。中川は、井上の一審判決間際に、サリン原料が井上の使っていた東京・杉並のアジトで保管されていたことを暴露し、高橋克也の一審公判の中でも井上による保管の様相を詳細に語っている。井上はこれを否定し、中川が持っていたと主張している。この食い違いについて、中川は2014年5月14日の菊地直子一審公判において、「（井上死刑囚は）過去の裁判で対立した私に対して意地になって、反対のことを言おうとしている」とした上で「井上君の言っていることは事実ではない」と証言した。
このような井上と他の幹部の主張の食い違いは、中川との間のみにあるのではない。重要事件における自らの立場は補佐役にすぎなかったと主張する井上は、新実智光とはVX事件でどちらが主導的だったのかについて、また、小池泰男とは地下鉄サリン事件の運転手役をどちらが指名したのかについて、真っ向から対立している。

### 死刑執行
2018年（平成30年）3月14日までは井上を含めてオウム真理教事件の死刑囚13人全員が東京拘置所に収監されていた。
しかし2018年1月、高橋克也の無期懲役確定によりオウム真理教が引き起こした一連の事件の刑事裁判が終結したことから、同年3月14日には麻原彰晃を除く死刑囚12人のうち7人に関して死刑執行設備を持つほかの5拘置所（宮城刑務所仙台拘置支所・名古屋拘置所・大阪拘置所・広島拘置所・福岡拘置所）への移送が行われた。
井上は新実智光とともに2018年3月14日付で大阪拘置所に移送され。移送翌日にあたる2018年3月15日に「死刑回避のためではなく、事実は違うことを明らかにしたい」と東京高裁に再審請求していた。
一部報道によると、井上は死刑執行が近づいても礼儀正しく振舞っていたが、一方で異常に汗をかき毎晩のように失禁するなど死刑執行に怯えて情緒不安定であったという。
“逮捕監禁致死”とされた判決を覆す証拠となるはずの井上元死刑囚の携帯電話の発信記録が、2018年7月下旬までには開示されることになっていたが、その直前の2018年7月6日午前に上川陽子法相が、“鏡を磨いて、磨いて、磨き切る心構えで、慎重な上に慎重を重ねて執行を命令した”と発言し、大阪拘置所にて死刑が執行された。
48歳没。最期の言葉は「まずはよし」。遺体は両親に引き取られて2日後に荼毘に付された。最期に話していた「こんなことになるとは」という言葉だけを抜き取って、井上は死刑を想定していなかったなどとするデマも流された。葬儀はかねてから交流のある浄土真宗大谷派の岡崎別院で営まれた。

## 人物像

### 麻原からの虐待
- 非常に信心深く、修行に際しては同じ行を繰り返し行うことで知られていたことがワイドショーに出演した元信者の告白などで語られている。ワイドショーでは水中クンバカの行を行い、5分30秒も水中で結跏趺坐を組み続ける姿も放映された。水中から引き揚げた際には「すいません…心臓が…止まって…」と息も絶え絶えに弁解したが、麻原から返ってきた言葉は「何を怖がってんだよ」だった。ちなみに、麻原の記録は15秒だったとも言われる。
- 手記によると[1]、19歳のとき女性信者が部屋に入ってきて求愛され恋愛行為を行ってしまい、罰として女性信者とともに8月の炎天下に独房コンテナ内での4日間の断水断食を命じられ死にかける。なお、井上は性欲の破戒をしたことは認めつつも童貞であると主張[50]。その後、断水断食から帰った井上の目の前で麻原はメロンを何個も食べていたという[47]。
- 交際女性を麻原に強姦されたこともある[51]。
- 20歳のとき（1990年頃）には突然ステージを下げられたうえに修行を命じられた。瞑想修行中に麻原の妻である松本知子から「眠っている」としつこく注意されたが、「私は起きている」と反論すると、麻原から「どこまで歪んだ根性をしてやがるんだ。このバカたれが！」と言われカーボン製の竹刀で50回ほど打擲され、2週間ほど記憶が無くなった[1]。
- 21歳のとき（1991年頃）には「お前が救済の邪魔なんだ。お前は単なる駒なんだ。何で言われた通りのことができないんだ、バカ者めが。もう一度言う、邪魔なんだ。お前は駒通りやればいいんだ」と言われたという[1]。
- 地下鉄サリン事件の際にも、サリン到着が遅かったため東京から上九一色村に独断で移動し、麻原に叱責されている[52]。
- うまかろう安かろう亭にあったカラオケで麻原が飯田エリ子やダーキニー達に囲まれてキャッキャしながらカラオケをしているのを見て、「VXをかけてやりたかった」と述べている[53][54]。さらに麻原は井上にも「何か歌え」と要求してきたので尾崎豊や浜田省吾を歌おうかと思ったが、何を言われるかわからないのでやめたという[55]。
- この他、麻原から「お前はどうしようもない奴だ。もう一度しっかり瞑想して死ね」「LSDをたくさん飲んだら死ぬぞ。お前にもっと飲ませるしかないか」「抜け駆け（下向）はポアだ。家に戻れば家族を皆殺しにする。警察署に逃げても爆破する。性欲の破戒をした者もポアだ。井上も例外ではない」などと言われたという[1]。

### 人物評
- 「純粋培養された『オウムの申し子』」「抜群の行動力」「修行熱心」[56]
- 「麻原教祖を絶対視し『白でも、尊師が赤と言ったら赤なんだ』と公言してはばからなかった」[56]
- 「ほかの大師たちは一つの行法を終えるとすぐ次に行こうとするが、アーナンダ師は尊師が『よくそれだけやった』というくらい、一つの行法を繰り返しやっていた」－元信者[56]
- 「いろいろ思いはあるけれど、やっぱり井上君はどうしようもなく人間的で、憎めないところがある」－林泰男[57]
- 「一生懸命の人。私には裏表のある人と思えないが、あまりに一生懸命でいろいろやろうとするから、ときどき約束をすっぽかされることがあった」－林郁夫[58]
- 「小柄だが、何事にも自信を持っているような語り口が印象に残った」－服藤恵三（警視庁元科学捜査官）[59]
- リムジン謀議否定派の森達也は「法廷で彼の証言は二転三転しています。特に初期の頃は、自己保身の要素がとても強かった。だから林さんも早川さんも新実さんも中川さんも、「どうしてあんなウソをつくのだろう」と思っていたようです」と自身の著書「A3」で述べている[60]。
- 麻原の専属運転手の1人だった杉本繁郎は、「目的のために手段を選ばない傾向がある。麻原の前に出た場合従順なハイハイハイのイエスマンになる」と裁判で述べている[61]。
- 深山織枝は、「麻原さんは井上さんのことを、グルをも騙すアーナンダってよくおっしゃってましたね[60]」、「好きか嫌いかと言われたら、好きでないと答えます。表と裏がすごくある人なので、あまり信用していません。彼が性欲の破戒をした相手の女性サマナから、相談されることがたびたびありました。誘惑してきたのは彼の方なのに自分から誘惑したことにされているというようなことを、複数の女性サマナから訴えられました。…（略）…私は最初、どちらが本当のことを言っているのか判断できませんでした。でもそういう話を一人だけでなく複数の人から聞くうちに、井上さんが嘘をついてるんじゃないかと思うようになりました。たまたまなのか、井上さんの破戒の相手は私と仲がよかった子が多くて、みんなそのときの状況を赤裸々に話してくれましたから。だから、それと同じようなことが、いろいろな事件でもあったのだろうと思っています[62]」、「井上さんに関してはこんなこともありました。世田谷の東京本部道場で麻原さんから、私と井上さんに在家信徒さんの修行指導をするように指示されました。「いまは信徒さんたちの霊性を向上させることがグルの意思だ。よろしく頼むよ」と。ところが麻原さんがその場を離れた途端に、井上さんは「私はセミナーのインストラクターはやりません。このまま信徒を増やす活動を続けます。オウムの教勢を拡大するのがグルの意思ですから」と言って、どこかに行ってしまいました。サマナが「グルの意思」という言葉を使って自分の好きなことをやることはたまにありましたが、ここまであからさまなのは後にも先にも見たことがなかったです[63]、「井上さんは自分をよく見せるためのポジティブな努力はすると同時に、それを守るために人を陥れる嘘を平然とつくような人でした[64]」と語っている。
- 早坂武禮は、自身の著書「オウムはなぜ暴走したか」の中で、「特に井上の場合、最も教組の指示に忠実である評価を得ながら、その実、他人まで巻き込む形で独断で突っ走ることが多いのは身近な誰もが知ることだったからである。個人的にもその依頼に振り回された挙句、「お前のグルは誰なんだ。アーナンダ（井上）の言うことは聞くな。もし何か言われたらその指示が本当に正しいかどうか全部私に確認しろ！」と教組からひどく叱られた経験さえある。（中略）それにしても、当時の井上の動きは、あらためて振り返ってもやはり不可解である。「フリーメイソン」という秘密結社が世界の政治・経済を操っているという話が書かれた本を何冊も買い込んで熱心に読み、道場に集めた信徒を前にそれをネタにして日本の危機を煽ったりという具合である[65]」と述べている。

### その他
- 麻原と話し方や動きがそっくり[2]。
- 勧誘が得意で「導きの天才」と呼ばれた[66]。井上が入信させた信者は1000人以上という説もある[67]。在家信徒に入会金や会費を負担させ、その家族や友人などを同意を得ずに名義だけの会員にさせる「黒信徒」を作り、獲得信者数を増やしていた[68]。
- 教団内では、中村昇と並ぶプレイボーイと言われた[69]。教団東京青山道場は「アーナンダワールド」と呼ばれ、女性信者の大半は井上の手下だったという[70]。ある女性信者は法廷で「麻原はくそじじいだが、井上は好きで好きでたまらない」と証言している[71]。
- オウムの他では、政治活動家の外山恒一が同世代の井上に思い入れがあり、処刑される前に革命政権をつくって救出したかったという[72]。
- 各省庁の大臣クラスのステージは正大師、正悟師、菩師長が大半だったが、井上は1995年3月まで異例の愛師長の最高幹部だった。
- 逮捕後、飯田エリ子にラブレターまがいの替え歌などを送った。公証人役場事務長逮捕監禁致死事件で自分の立場を支持するよう揺さぶりをかけるためともいわれる[73]。
- 拘置所内で自殺を図ったことがある[74]。
- 尾崎豊のファンだった。「オウムに入った若者たちの心境は尾崎の歌の心境に近い[75]」と語っている。